# Robert Masih Nahar
Robert Masih Nahar (Gurdaspur, Panjab, 5 de setembre de 1974) és un polític català d'origen indi, senador al Senat d'Espanya.
És llicenciat en ciències químiques i parla sis idiomes: català, anglès, castellà, hindi, italià i panjabi. Arribat a Barcelona el 2005, és fundador del Catalunya Cricket Club, de la Unió Esportiva Catalana de Clubs de Criquet i de la Federació Catalana de Criquet. És jugador, promotor d'aquest esport i el representant del criquet català al comitè internacional.
Treballa en temes relacionats amb la immigració i la integració i, de fet, forma part de la sectorial de Ciutadania i Migracions del partit. Ha organitzat esdeveniments culturals i esportius juntament amb l'ambaixada de l'Índia i té una àmplia experiència en gestió i administració d'entitats esportives i culturals. Promotor i fundador del Centre Cultural de l'Índia a Barcelona.
L'any 2017 substituí a l'exjutge Santiago Vidal com a senador per ERC.